# ジョゼフ・ジョフル
ジョゼフ・ジャック・セゼール・ジョフル（フランス語: Joseph Jacques Césaire Joffre, カタルーニャ語: Josep Jaume Cèsar Joffre i Plas、1852年1月12日 – 1931年1月3日）はフランスの陸軍軍人。第一次世界大戦初期にフランス陸軍総司令官を務めた。姓はジョッフルとも。

## 経歴

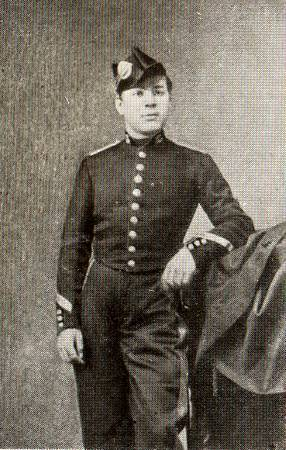
17歳のときのジョフル。

1852年1月12日、スペインとの国境に近いピレネー＝オリアンタル県リヴザルトで生まれた。カタルーニャ人のワイン樽職人の家に生まれる。ペルピニャンのリセ・フランソワ＝アラゴ、パリ4区のリセ・シャルルマーニュを経て、1869年にエコール・ポリテクニークに入学した。普仏戦争が勃発すると、陸軍に少尉として任官、砲兵連隊に配属されたのちパリ攻囲戦に参加した。1872年9月21日に工兵連隊所属の中尉に昇進した。1876年大尉に昇格し、パリ城壁の建築に3年間関わった。

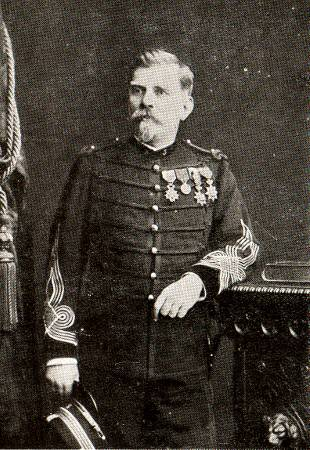
ジョフル、1889年撮影。

1885年からは清仏戦争に参戦し、台湾、ハノイ、トンキンの順に赴任した。1885年9月7日にレジオンドヌール勲章シュヴァリエを授与された。1888年7月に帰国して陸軍省配属になり、1889年5月に少佐に昇進、以降2年間ヴェルサイユで勤務した。1892年にフランス領スーダンへ転属し、ダカール・ニジェール鉄道の建設にかかわった。ウジェーヌ・ボニエがトンブクトゥ遠征で窮地に陥ったときには軍を率いて救援し、これにより1894年3月6日に中佐に昇進、同年12月26日にレジオンドヌール勲章オフィシエを授与された。その後、マダガスカルでジョゼフ・ガリエニ将軍の元に配属され、1897年8月に大佐、1901年に旅団将軍に昇進した。ヴァンセンヌの第19騎兵旅団長に任ぜられる。1903年に陸軍省の工兵局長に任ぜられた。1905年3月24日に師団将軍に昇進し、1910年軍事参議官に就任した。
1911年7月、対独戦略を巡って陸軍大臣のアドルフ・メッシミと対立していた戦争最高会議副議長ヴィクトル＝コンスタン・ミシェル将軍が下野する。メッシミはこれを機に陸軍司令部の再編成に取り掛かり、副議長職と参謀総長職を統合した。この新ポストには当初ガリエニとポール・ポーが候補に上がっていたが、両者とも辞退し、ジョフルに白羽の矢が立った。同年に第二次モロッコ事件が起こると、イギリス軍のヘンリー・ヒューズ・ウィルソン元帥はパリに赴き、ジョフルに対独連携と有事の際の英軍の大陸派遣を提案した。両国の参謀本部が初めて連携した瞬間だったとジョフルは回顧する。
1914年4月15日、対ドイツ軍事計画「プラン17」を導入。参謀本部のルイ・ド・グランドメゾン大佐を中心として策定されたこの計画の目的は、普仏戦争で失ったアルザス＝ロレーヌの奪還であった。またジョフル自身も兵の進路の策定に携わっている。しかし、ジョフルは軍を動かすだけの器を持ち合わせておらず、「参謀の使い方も知らない」と言われたほどであった。議会で急進勢力が勢いを増すと司令官の職を解任される。
第一次世界大戦が勃発すると復権し、フランスはこの計画の下ドイツと戦うこととなった。同年7月、レジオンドヌール勲章グランクロワ受章。緒戦ではドイツの攻撃を前に撤退を余儀なくされたが、マルヌ会戦に勝利した功績で名声が大いに高まった。しかし戦局が長期戦になり、ヴェルダンの戦いやソンムの戦いで大きな損害を受けると、1916年11月にロベール・ニヴェルに最高司令官の座を譲り、同年12月16日にフランス元帥の称号を得た。1917年春にアメリカ合衆国への特使として派遣された。1918年にアカデミー・フランセーズの会員となる。

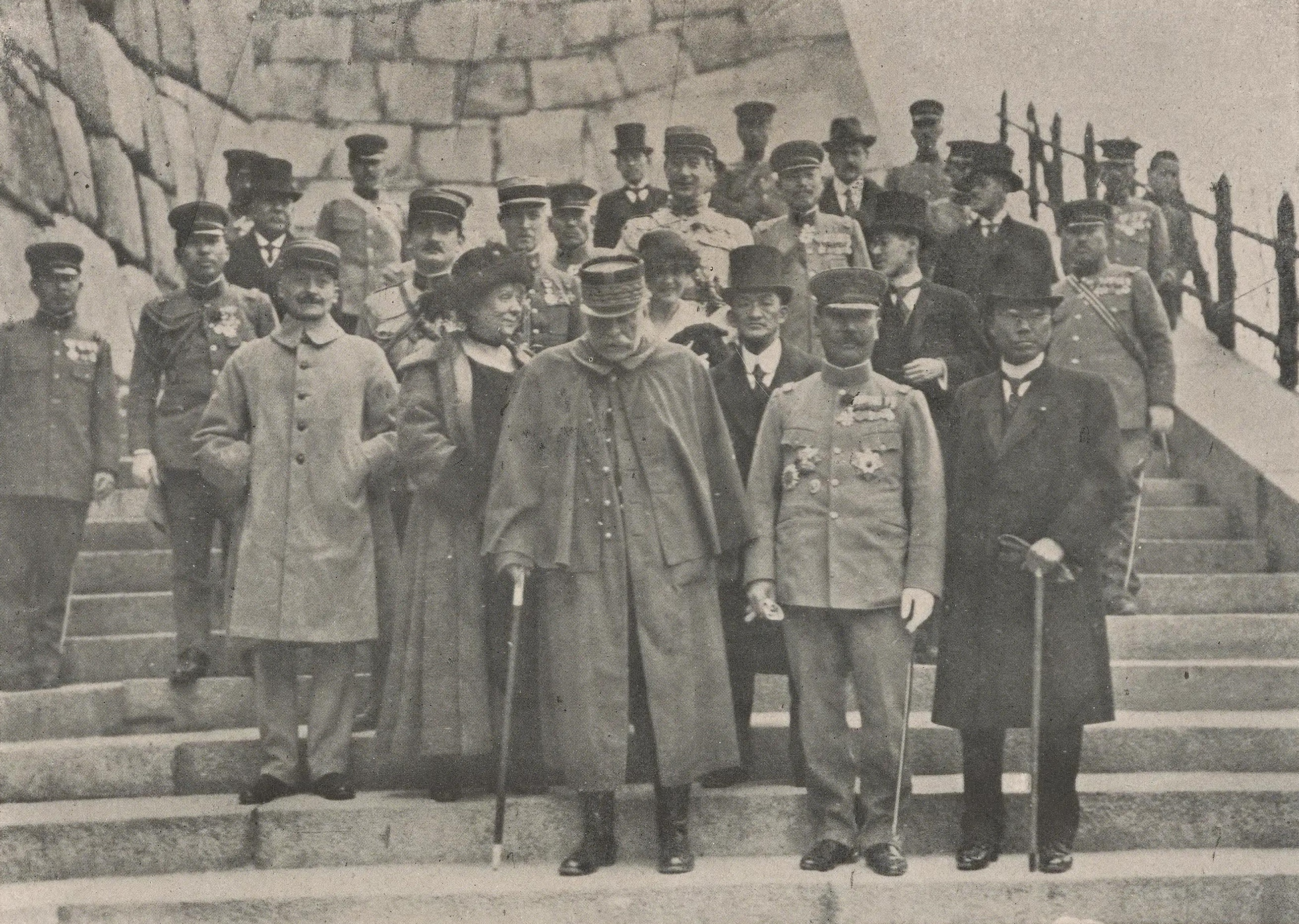
1922年の訪日時、大坂城にて。

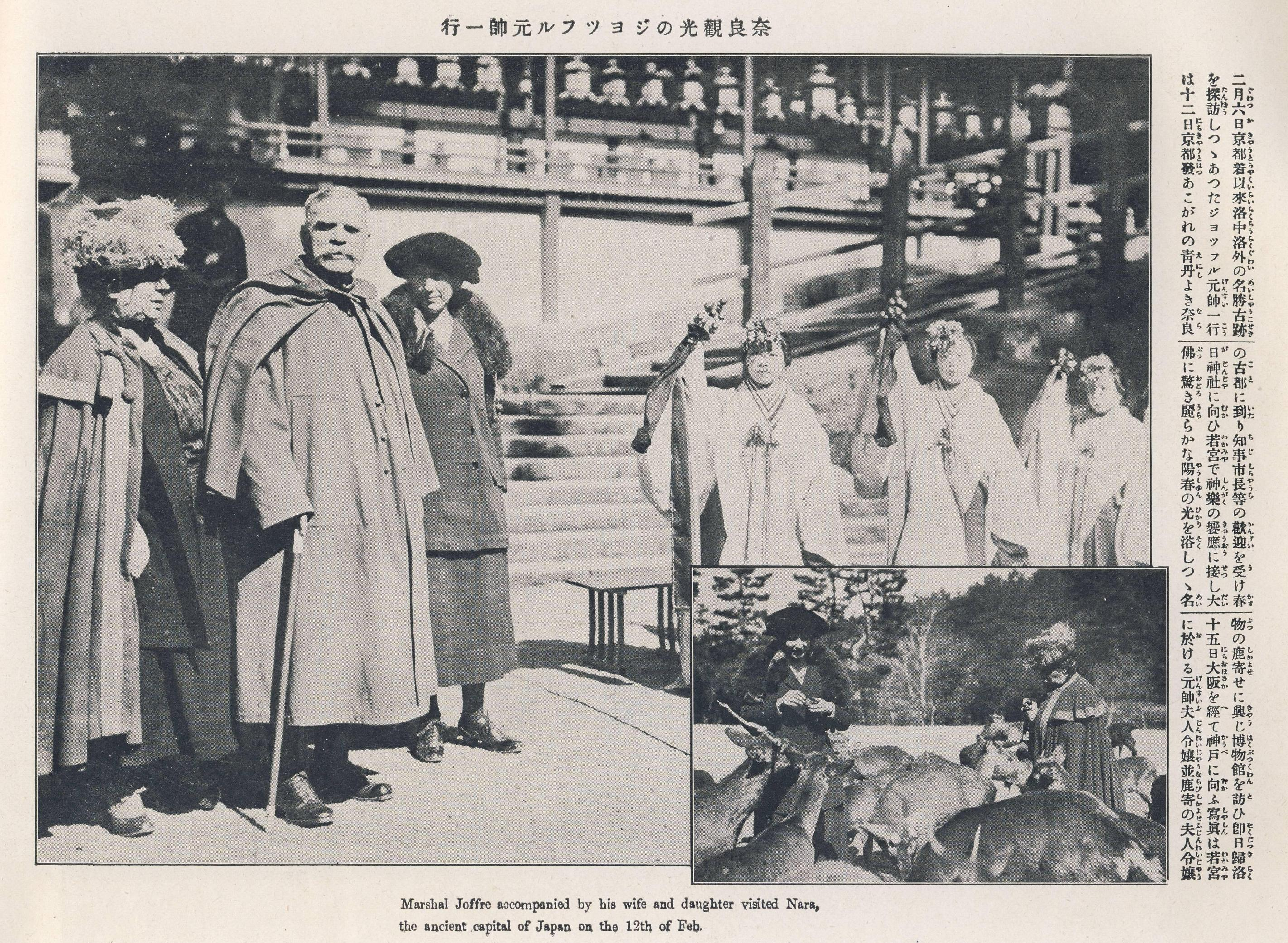
令夫人・令嬢と共に奈良にて。

1922年1月、前年の皇太子（昭和天皇）の欧州訪問に対する答礼使として家族同伴で来日し、東京や関西を訪問した。
1931年1月3日、パリで死去した。死後の1932年に『回顧録』が出版された。

## 栄典
- 1885年9月7日：レジオンドヌール勲章シュヴァリエ[2]
- 1894年12月26日：レジオンドヌール勲章オフィシエ[2]
- 1914年7月：レジオンドヌール勲章グランクロワ[2]
- 1914年11月：メダイユ・ミリテール（英語版）[2]
- 1915年1月14日（1914年12月2日付）：バス勲章ナイト・グランド・クロス[9]
- 1916年12月：フランス元帥[4]
- 1918年：アカデミー・フランセーズ会員[4]
- 1920年3月：メリット勲章
- カンボジア王室勲章（英語版）グランクロワ
- 1927年2月：アラウィー朝勲章（英語版）
- ラーマーティボーディー勲章ナイト・グランド・コマンダー